# St. Nikolaus (Obermarsberg)

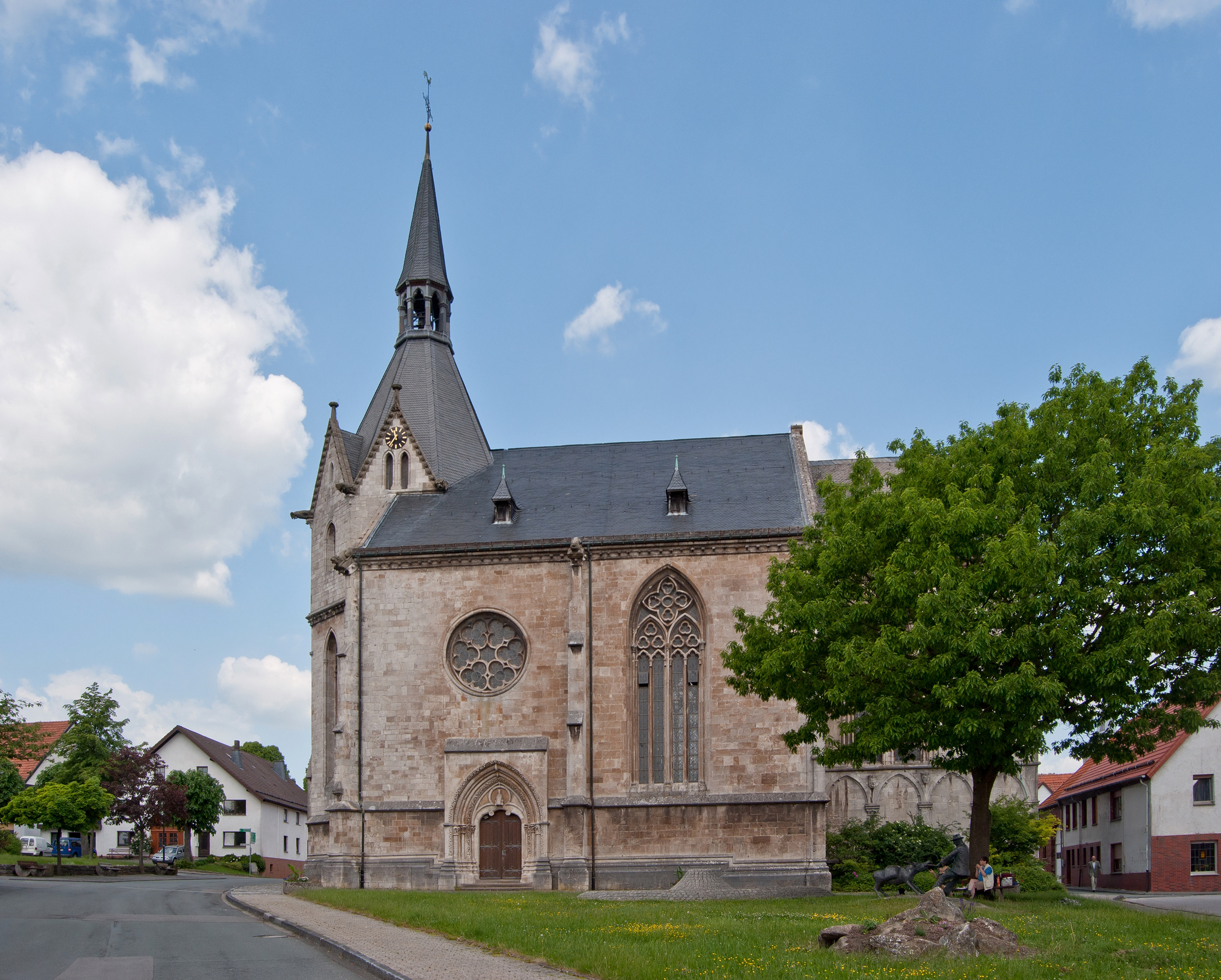
Nikolaikirche, Südansicht (2012)

Die St.-Nikolaus-Kirche (auch Nikolaikirche, Nikolaikapelle) ist eine römisch-katholische Kirche in Obermarsberg. Sie ist dem Heiligen Nikolaus geweiht. Erstmals erwähnt wurde sie 1247 und steht heute unter Denkmalschutz.

## Entstehungsgeschichte
Der Bau der Nikolaikapelle basiert auf einer Urkunde aus dem Jahr 1229. Darin verpflichteten sich die Bürger von Horhusen (heute Niedermarsberg), die 1217 auf Veranlassung des Kurfürsten und Erzbischofs von Köln auf die Eresburg zogen, dem Fürstbischof von Paderborn eine Kirche zu bauen. Durch den Umzug entzogen sie sich seiner Herrschaft, weshalb sie fortan dem Fürstabt von Corvey unterstellt waren.
Es gibt nur wenige Überlieferungen der Bauphasen, jedoch scheint der Baubeginn im Jahr 1229 als sicher. Die fertiggestellte Kirche wurde im September 1247 das erste Mal erwähnt.
Geweiht wurde sie dem Nikolaus von Myra, der insbesondere von Kaufleuten als Schutzpatron verehrt wird, was darauf schließen lässt, dass die Bürger beider Städte keine Bauern, sondern Handwerker und Kaufleute waren.
Der Magistrat von Obermarsberg äußerte den Wunsch, die Kirche in den Rang einer Pfarrkirche zu erheben, dem der Bischof aber nicht nachging.

## Außenbau

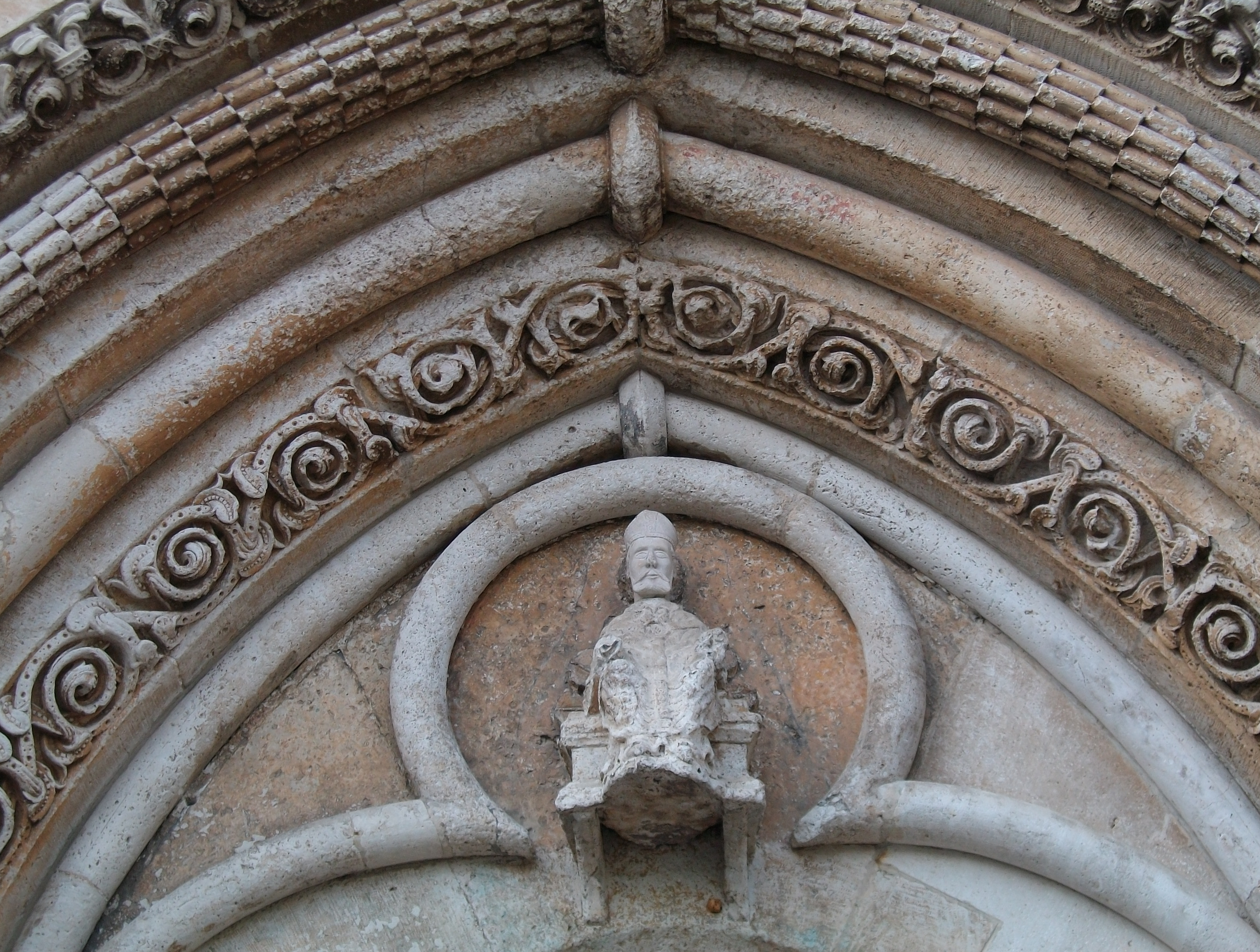
Südportal, Bogenfeld mit St. Nikolaus

Die Kirche zählt zu den besten Sakralbauten der frühen Gotik in Westfalen.
Besonders betont wird die relativ schmucklose Westfassade durch den achteckigen Turm, der zu fünf Achteln aus dem Giebel hervortritt. Unter dem Hauptgesims hat er vier kleine gotische Blendfernster und zu beiden Seiten jeweils ein schlankes Spitzbogenfenster mit Maßwerk. Über den Giebeln, mit unten größeren und oben kleineren Fenstern und Turmuhr, erhebt sich der achtseitige Turmhelm mit Laterne. An der Nordwestecke ist ein fensterloser schmaler Treppenturm angebaut. Das Portal der Westfassade ist sehr einfach gestaltet und dient nicht als Eingang. Es wird von einem Blendgiebel und schmucklosem Gewände eingefasst.
Das Südportal stellt das prächtigste der drei Portale dar. Die Säulen sowie deren Kapitelle in der dreifach abgetreppten Laibung sind schmuckvoll mit Laub- und Rankenwerk verziert, ebenso die Archivolten, die sich über den Spitzbogen verlängern. Von den inneren Säulen ausgehend bildet sich ein flacher Kleeblattbogen. In diesem Bogenfeld thront der Schutzpatron St. Nikolaus. Über dem Portal sowie über dem Nordportal befindet sich ein mit sechs Dreipässen gestaltetes Radfenster.
Der niedrige Chorbau setzt sich durch seine spätromanische Wandgestaltung deutlich vom Langhaus ab. So gliedern Lisenen und Blendbögen den Chor im Außenbau. Aus den Blendbögen der Südseite treten drei überlebensgroße Köpfe hervor – links Karl der Große, in der Mitte Ludwig der Fromme (als Kind) und rechts Otto I. – die mit der Ortsgeschichte in Verbindung stehen. Wie das Langhaus ist auch der Chorbau von einem Satteldach bedeckt.

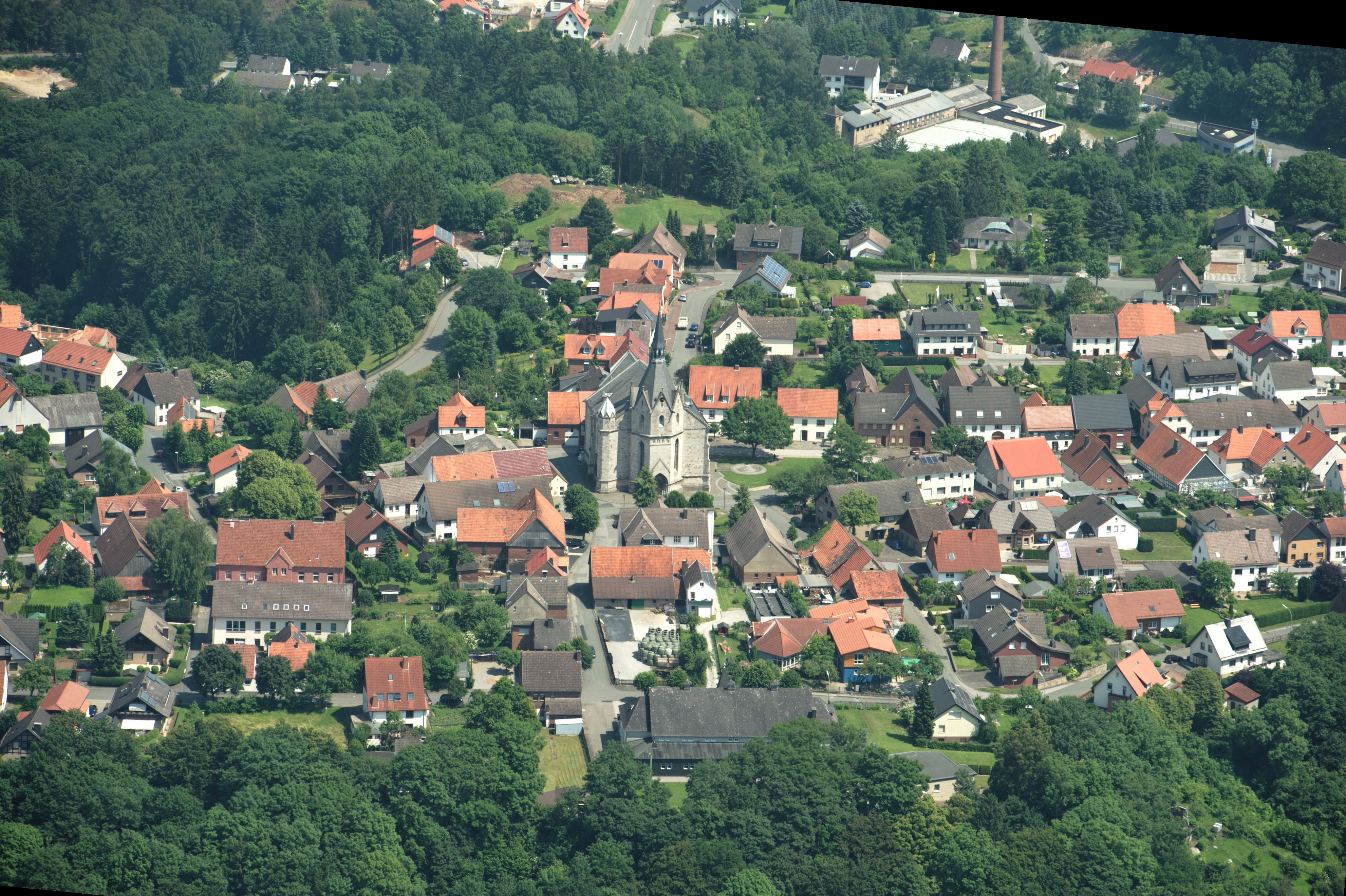
St. Nikolaus aus der Luft
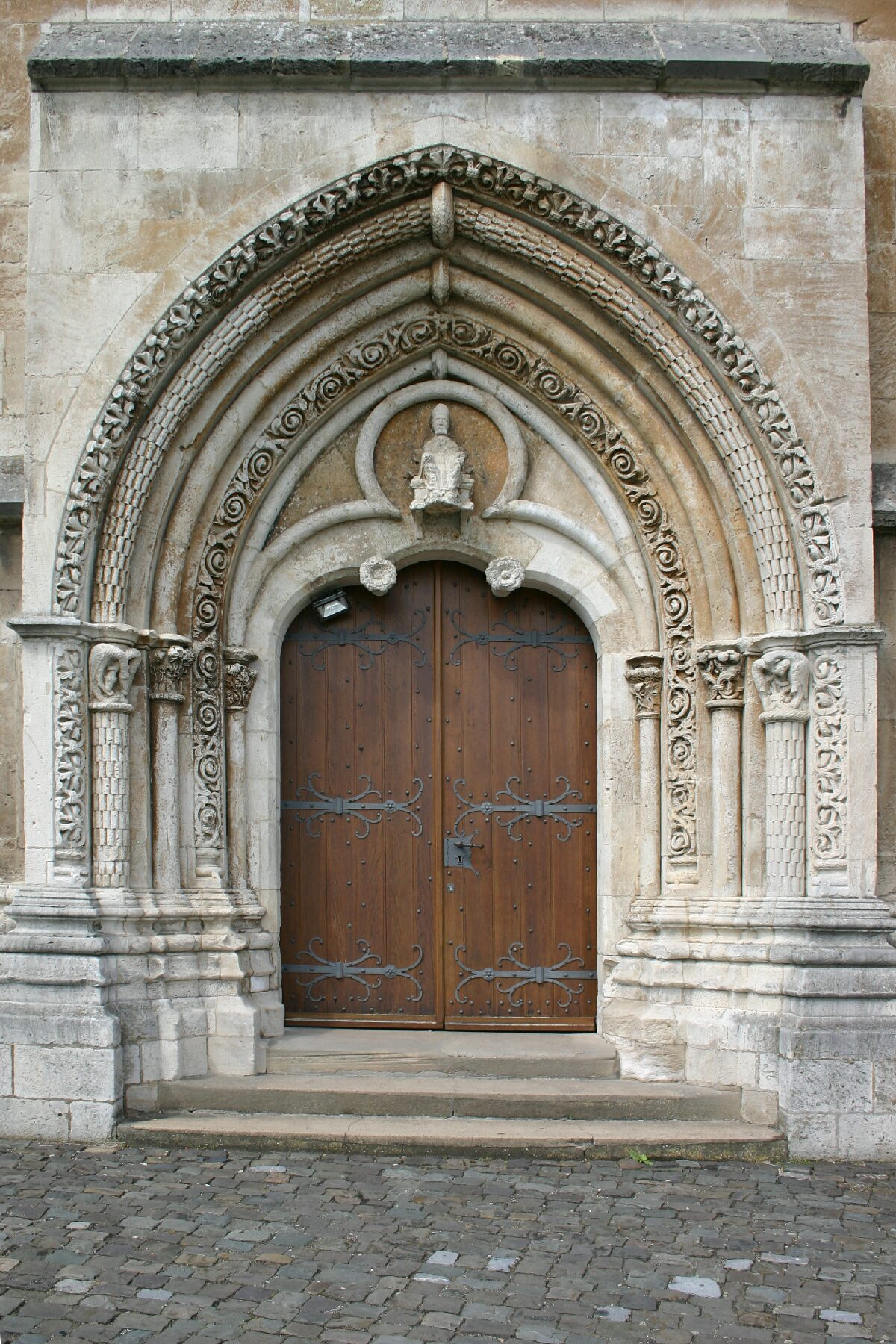
Eingangsportal (Süd)
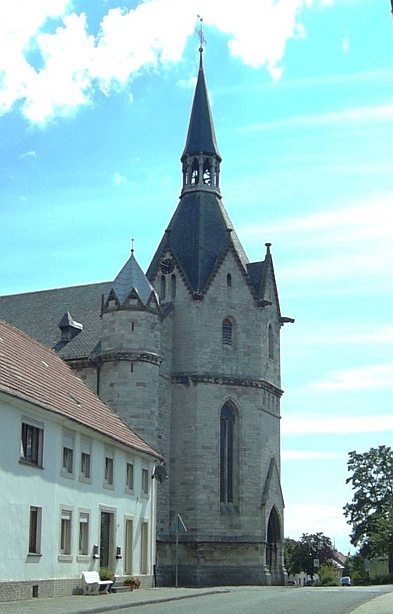
Seitenansicht
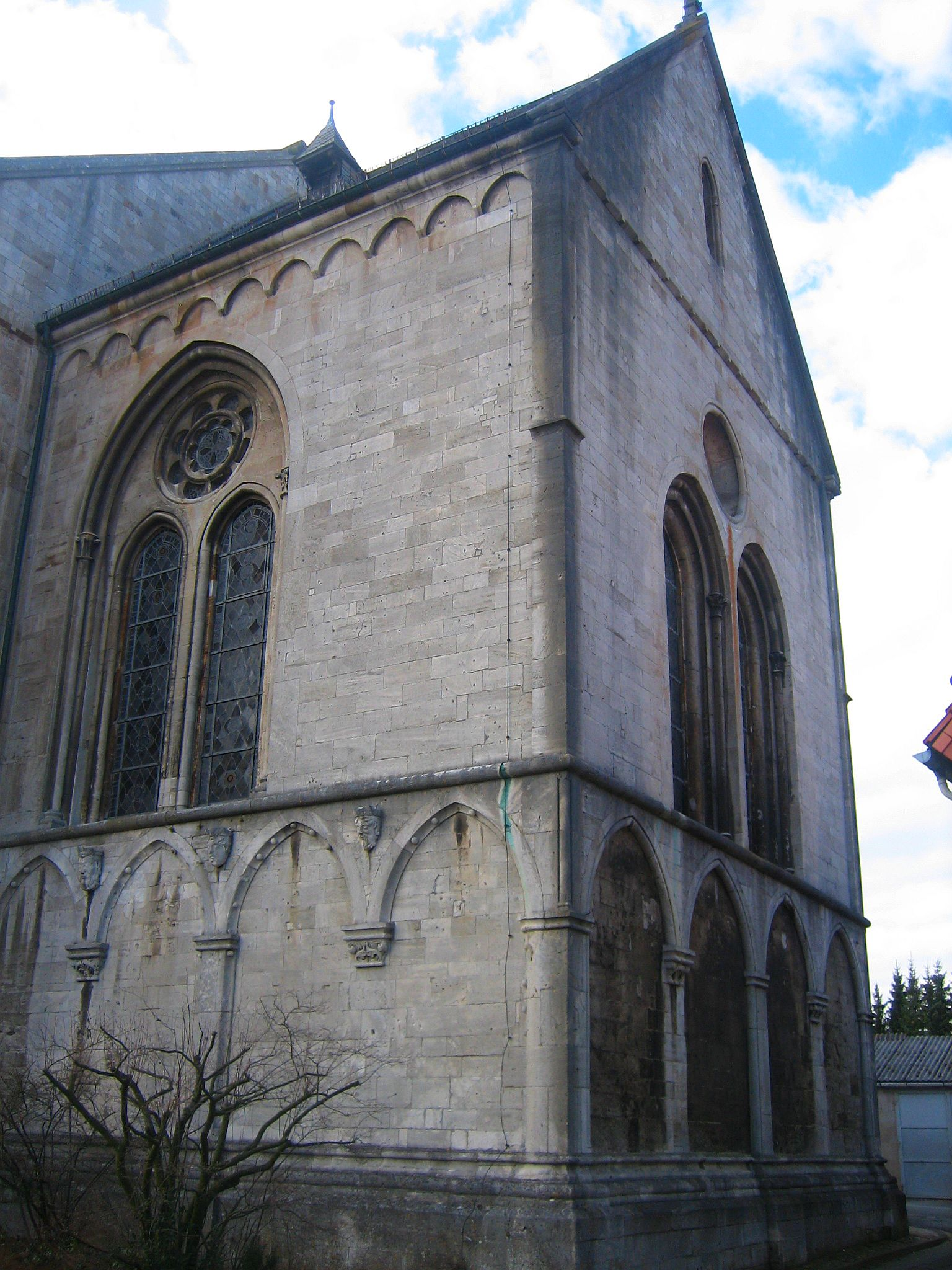
Chor
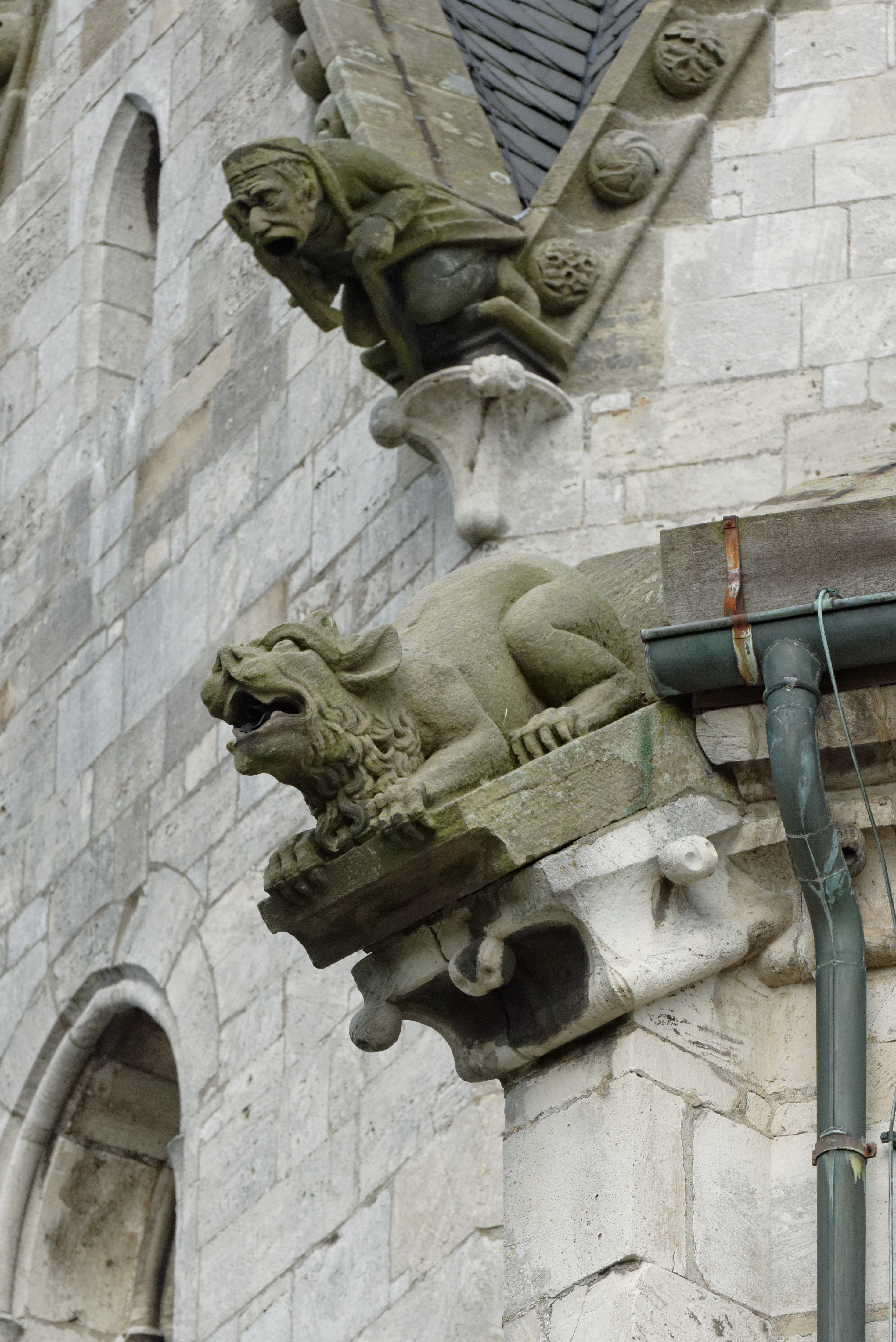
Wasserspeier
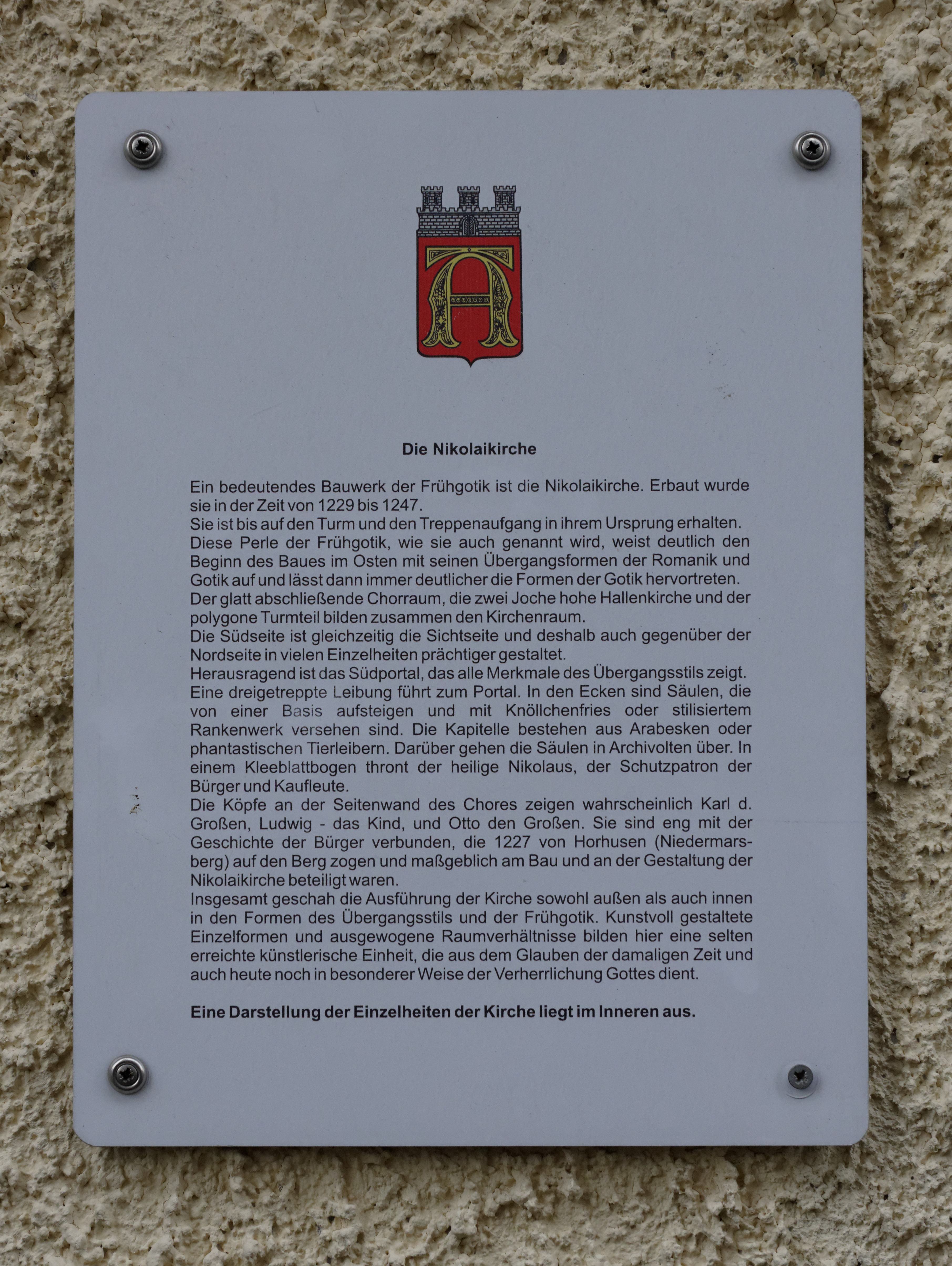
Informationstafel

## Innenraum

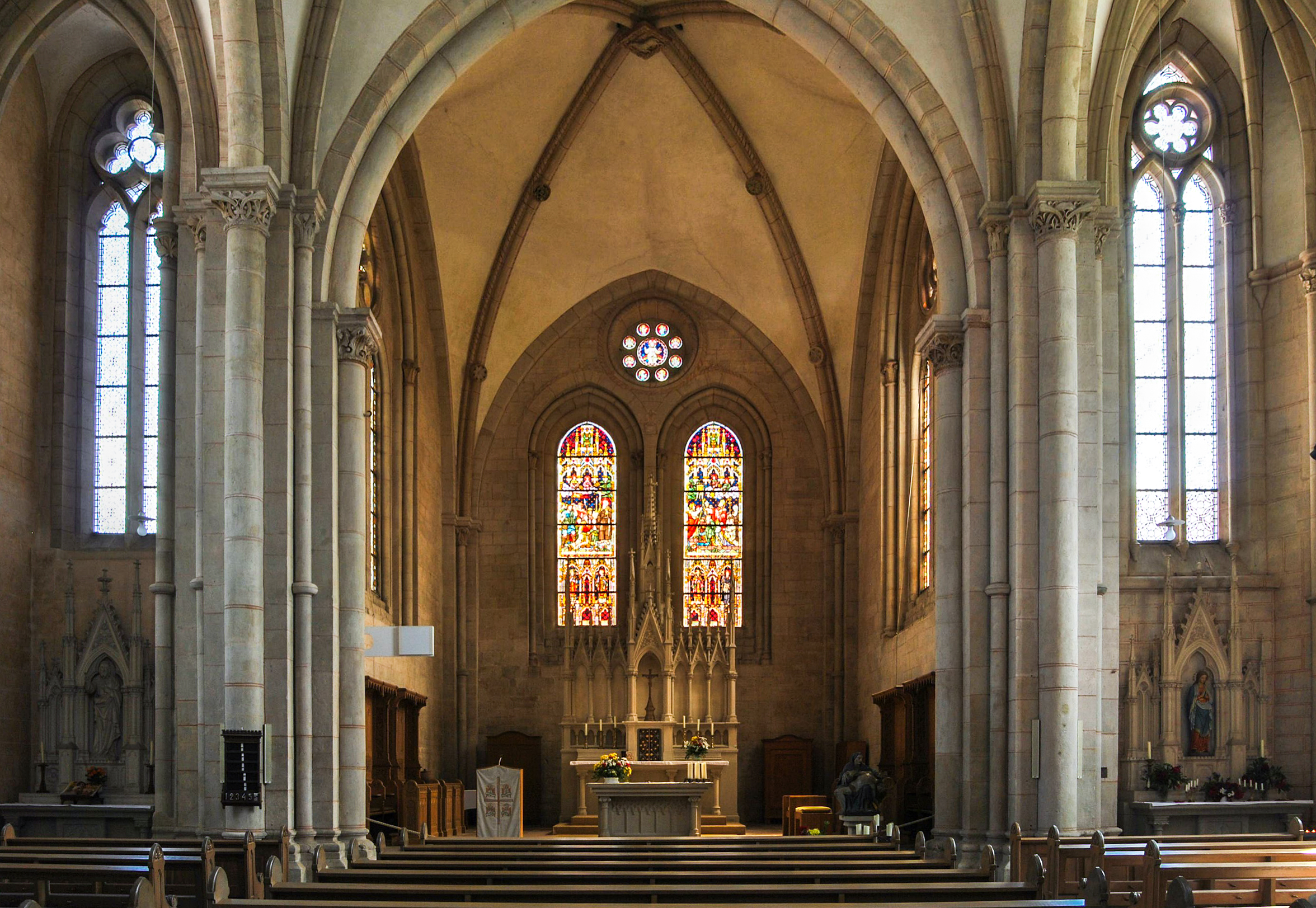
Innenansicht durch das Mittelschiff

Der Grundriss zeigt eine dreischiffige Hallenkirche mit nahezu quadratischem Chor. Das Mittelschiff besteht aus zwei Jochen Länge, die in der Mitte von Rundpfeilern mit Diensten getragen werden. Die Seitenschiffe bilden sich aus der halben Mittelschiffsbreite. Das Gewölbe ist ein Kreuzrippengewölbe mit Schlusssteinen. Die Nebenchöre befinden sich als Nischen in der Mauer.
Der Westbau bildet sich aus einem chorähnlichen 5/8-Schluss, der sich in den achteckigen Turm der Westfassade erhebt. An der Nordwestecke befindet sich ein schlanker Treppenturm. Der Innenraum ist 34 m lang, 22 m breit und die Decke ist 15 m hoch.
Im rechteckigen Chorraum steht ein neogotischer Altar. Seine Nischen sind mit Wimpergen bekrönt. Die Mitte wird besonders durch die hoch aufragenden Fialen akzentuiert. Während der Restaurierungen in den 1960er Jahren wurde ihm ein Zelebrationsaltar aus Sandstein hinzugefügt.
Die Fenster im Altarbereich sind, im Gegenzug zu den restlichen besonders schönen gotischen Fenstern, recht schlicht, ohne gotische Gestaltungselemente. Herausragend ist hier die Glasmalerei aus dem Jahr 1890. Dargestellt wird die Legende von der Bekehrung und Taufe des Sachsenherzogs Widukind. In der Rosette darüber befindet sich im oberen Teil das Jesuskind mit Engeln, am Fuß die Heiligen Bonifatius, Liborius, Nikolaus und Sturmius.
Des Weiteren steht in der Nikolaikapelle eine Pietà aus Stein. Sie wurde wahrscheinlich im frühen 18. Jahrhundert in Giershagen in der Werkstatt Papen gefertigt. Vom Gewölbe des zweiten Jochs hängt eine Doppelmadonna aus Holz im Rosenkranz unter sechsseitigem Baldachin herab. Die Statue des heiligen Christophorus spendete Kämmerer Christoph Köchling 1744. Das Kreuz über dem Nordportal stammt aus dem 17. Jahrhundert. Aus derselben Zeit stammt ein Ölgemälde (über dem Südportal), das die Geißelung Christi darstellt. Die vor einigen Jahren abgebaute Orgel (Fernorgel) war von dem Auswanderer Henry Heide gestiftet worden.

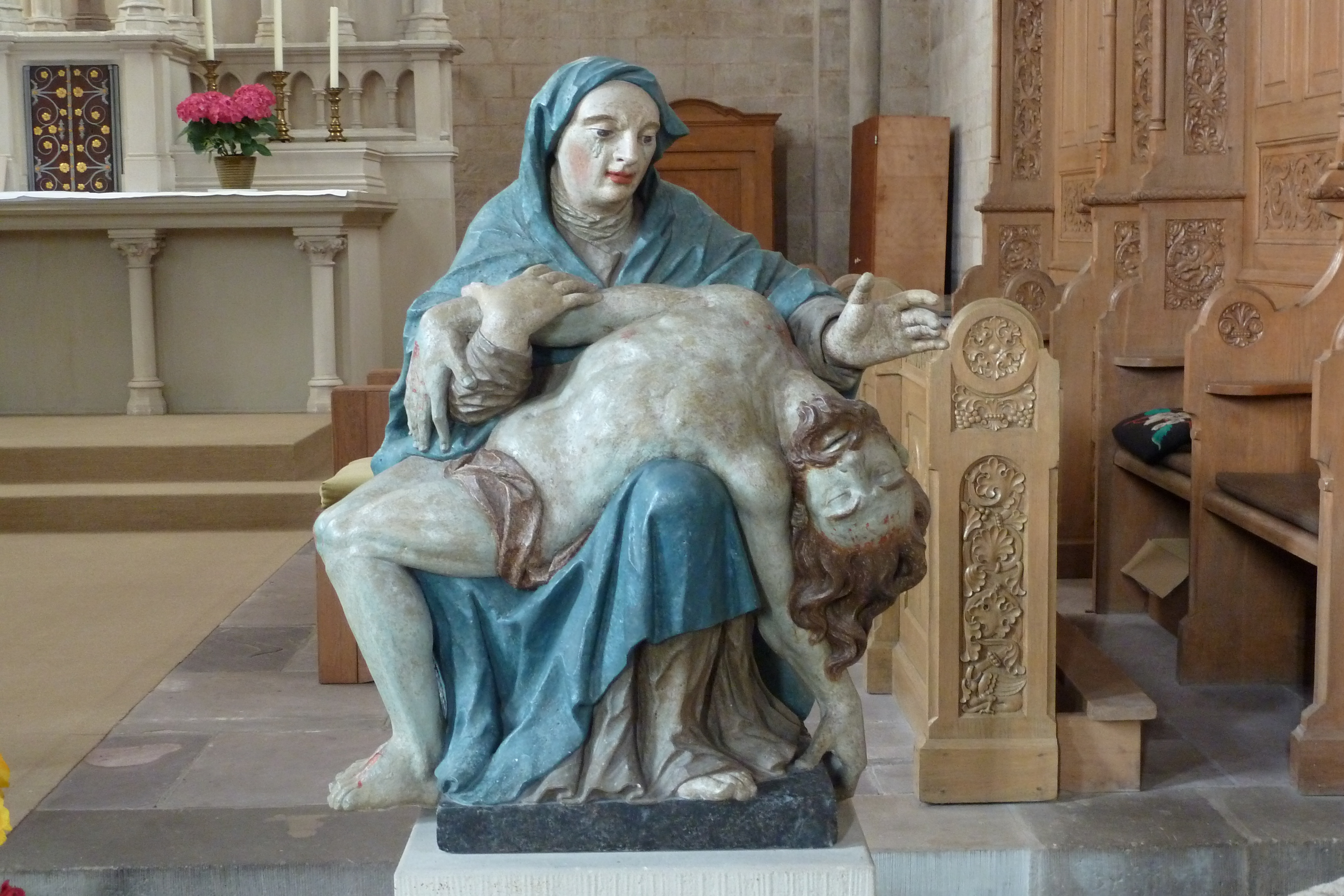
Pietà
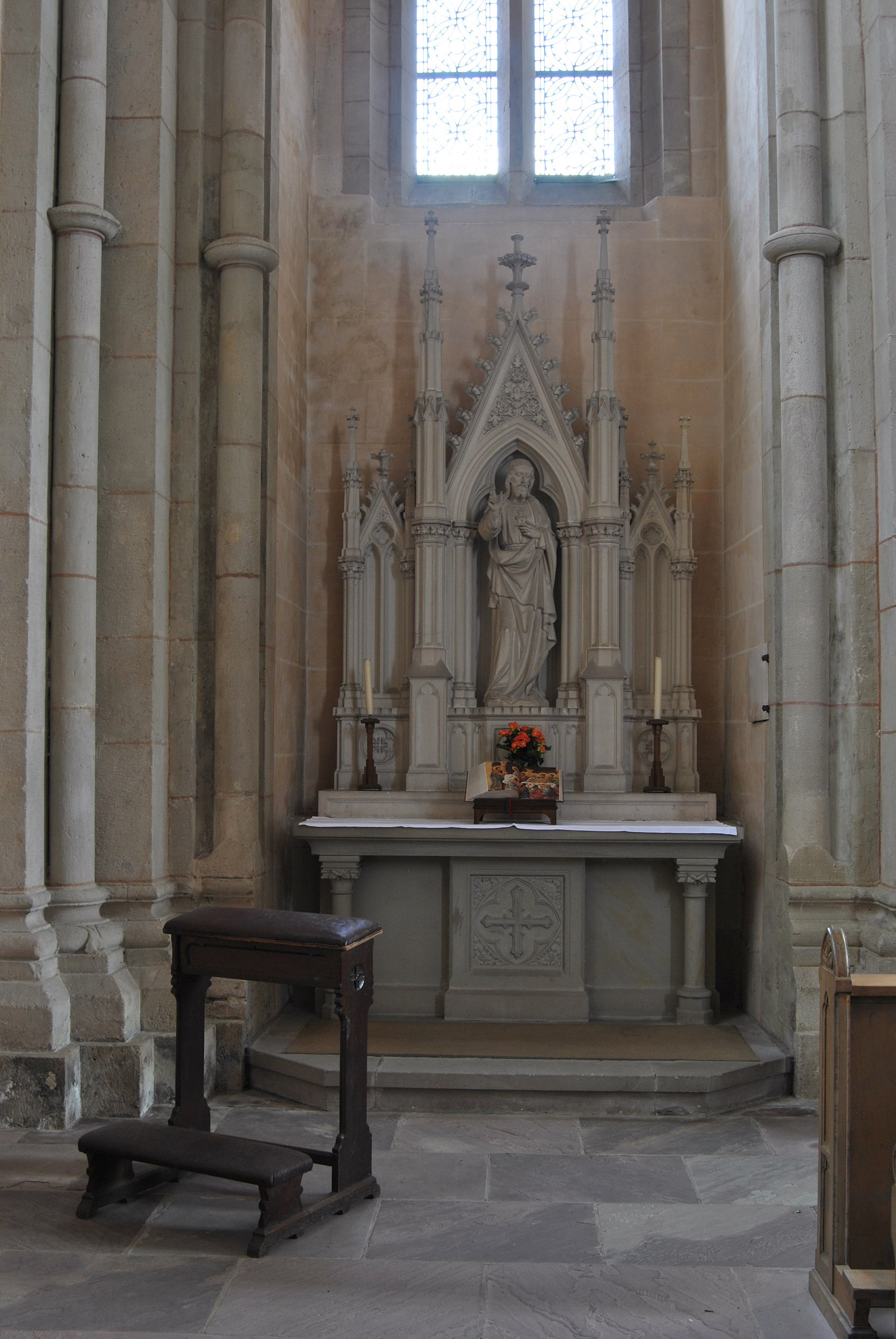
Altar im linken Seitenschiff
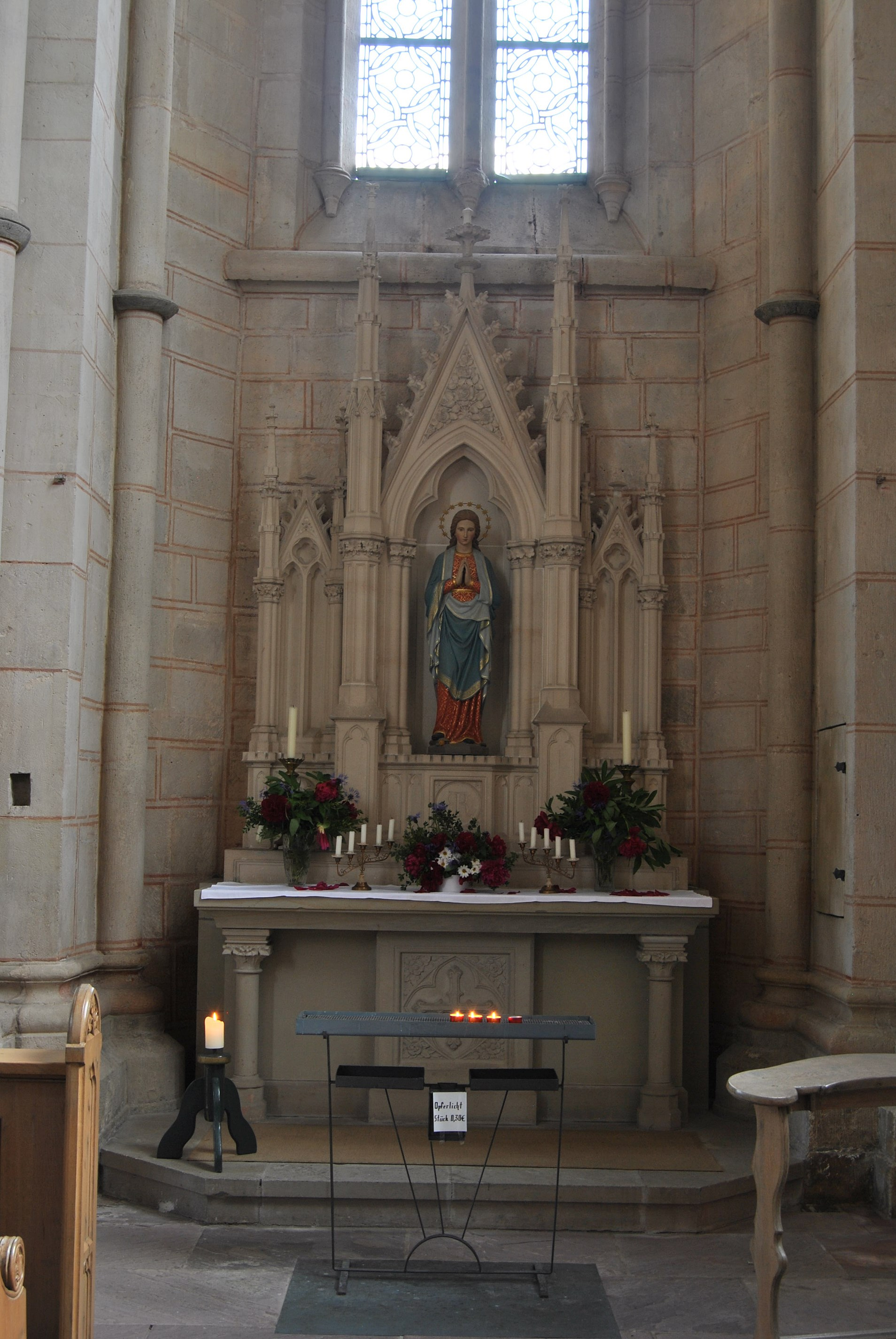
Altar im rechten Seitenschiff

## Restaurierungen
Im Jahre 1800 wurde der Turmhelm durch einen Orkan zerstört und schließlich durch eine niedrige Kuppel ersetzt. Aus Kostengründen wurde die von Friedrich Heinrich Kronenberg 1850 geplante Restaurierung nicht ausgeführt. Er konnte 1852 nur Sicherungsmaßnahmen ausführen. 1877 erfolgte eine gründliche Renovierung der Kirche, bei der auch der Turm seine jetzige Form erhielt.
In den 1960er Jahren gab es weitere Restaurierungen. Der Bau wurde trockengelegt, Dach und Fassade repariert, die Fenster verbessert. Die bunten Chorfenster wurden restauriert, die übrigen dagegen erneuert, ohne deren Form zu verändern. Zusätzlich wurden die Pietà und die Doppelmadonna wiederhergestellt.